# René Piquet
René Piquet est un homme politique français, né le 23 octobre 1932 à Romorantin-Lanthenay, qui est l'un des dirigeants du Parti communiste français. Il est député européen de 1979 à 1997.

## Biographie
Ouvrier mécanicien, il entre au comité central du PCF dès 1961, alors qu'il assure les fonctions de secrétaire fédéral dans le Loir-et-Cher. Il est membre du bureau politique de 1964 à 1990 et intègre à la même date le secrétariat du comité central. 
De 1985 à 1990, il dirige la section d’aide à la promotion des militants. Il cesse ses activités politiques nationales en 1997.
Il est député européen de 1979 à 1997, vice-président du groupe communiste et apparentés (1982-1989), président (1989-1991 et 1992-1993) puis vice-président (1993-1994) de la Coalition des gauches et enfin vice-président du groupe GUE/NLG (1994-1997).

## Publications
- Le soleil s'attarde comme une récompense. Regards sur un engagement communiste, Pantin, éditions Le Temps des cerises, 2007
- Les vérités du matin, avec Francette Lazard, Éditions de l'Atelier, 2011